# Ју Кобајаши
Ју Кобајаши (јап. 小林 悠; 23. септембар 1987) јапански је фудбалер.

## Каријера
Током каријере је играо за Мито ХолиХок и Кавасаки Фронтале.

## Репрезентација
За репрезентацију Јапана дебитовао је 2014. године. За тај тим је одиграо 14 утакмица и постигао 2 гола.

## Статистика
| Јапан  | Јапан   | Јапан  |
| Година | Наступи | Голови |
| ------ | ------- | ------ |
| 2014.  | 2       | 0      |
| 2015.  | 0       | 0      |
| 2016.  | 6       | 0      |
| 2017.  | 3       | 2      |
| 2018.  | 3       | 0      |
| Укупно | 14      | 2      |